# Паукер, Марчел
Марчел Паукер (рум. Marcel Pauker, 6 декабря 1896, Бухарест — 16 августа 1938, Москва) — румынский революционер еврейского происхождения. Муж Анны Паукер.

## Биография
Изучал инженерное дело в Цюрихе, но во время Первой мировой войны был призван в армию артиллеристом. Дослужился там в 1916 году до звания лейтенанта. В 1919—1921 году закончил своё обучение в Швейцарии.
В декабре 1921 году на руководящих постах в КПР. В 1922 году de facto выполняет функции члена ЦК; участвует в конгрессах Балканской коммунистической федерации в Софии (1922) и Берлине (1923). Арестован и осуждён на десять лет заключения, а затем — пожизненную каторгу. В 1925 году бежит в СССР и в 1929 году снова возвращается в страну. Арестован в Петрошанах во время забастовки шахтёров.
Арестован НКВД 21 марта 1937 года. В 1938 году расстрелян. В 1957 году посмертно реабилитирован.